# Kaukasische Linie

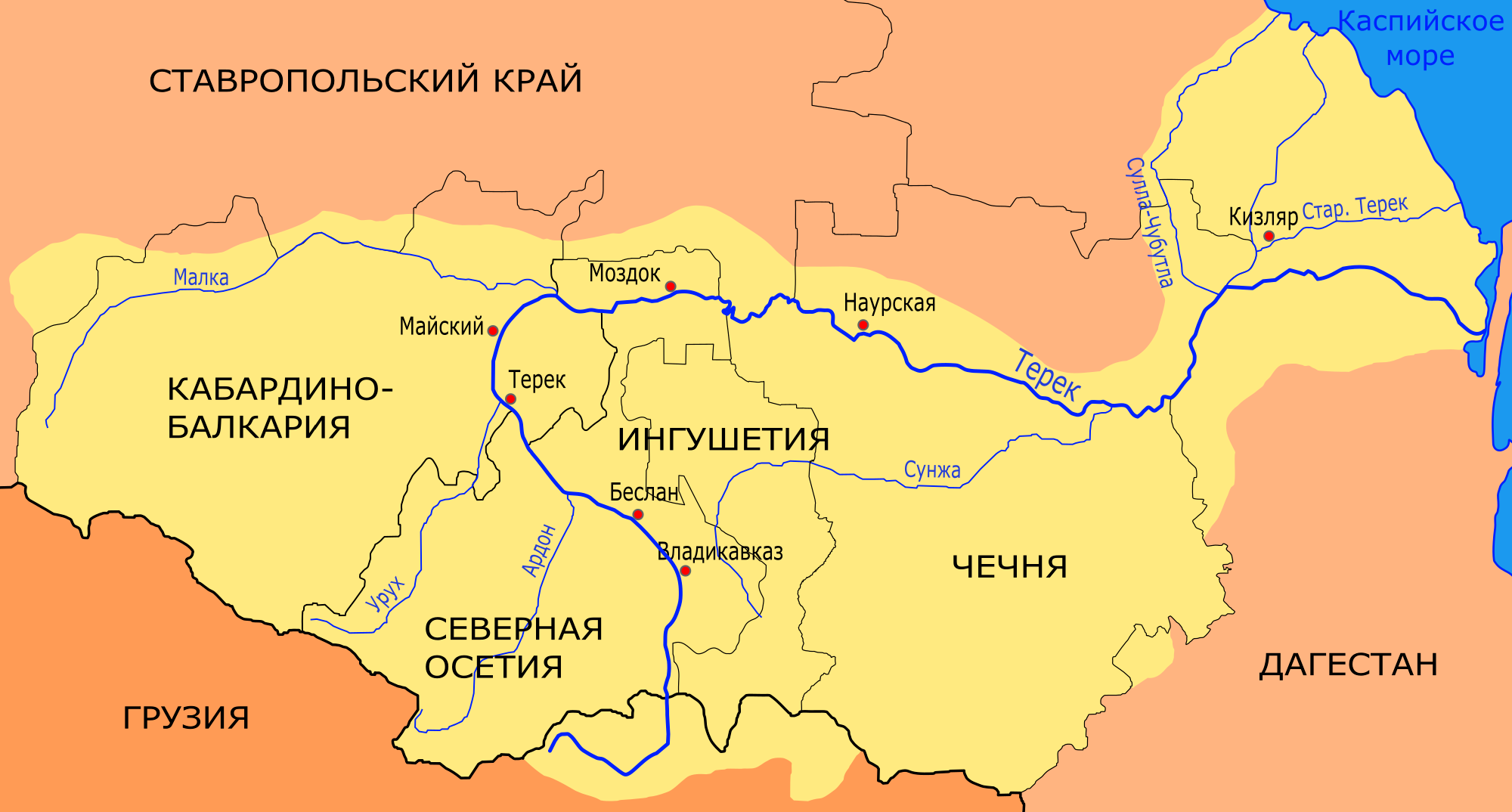
Der Terek-Fluss mündet im Nordost-Kaukasus ins Kaspische Meer. Die Malka ist der nordwestliche Zufluss. Die Sunscha fließt innerhalb des Terek-Bogens.
Der Kuban führt die nordwestlichen Kaukausus-Flüsse zusammen in das Asowsche Meer.
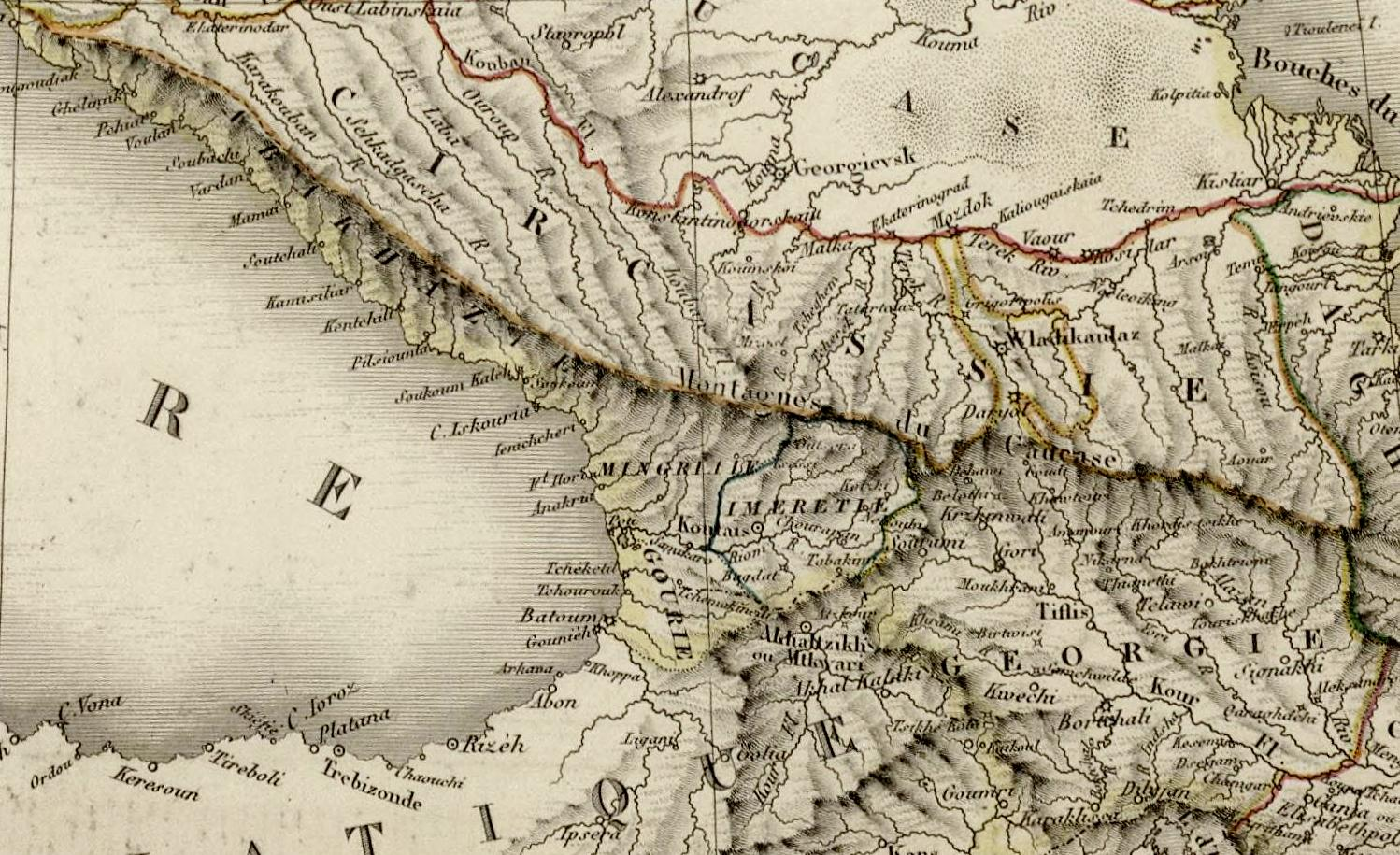
Kaukasus mit Grenze um 1824
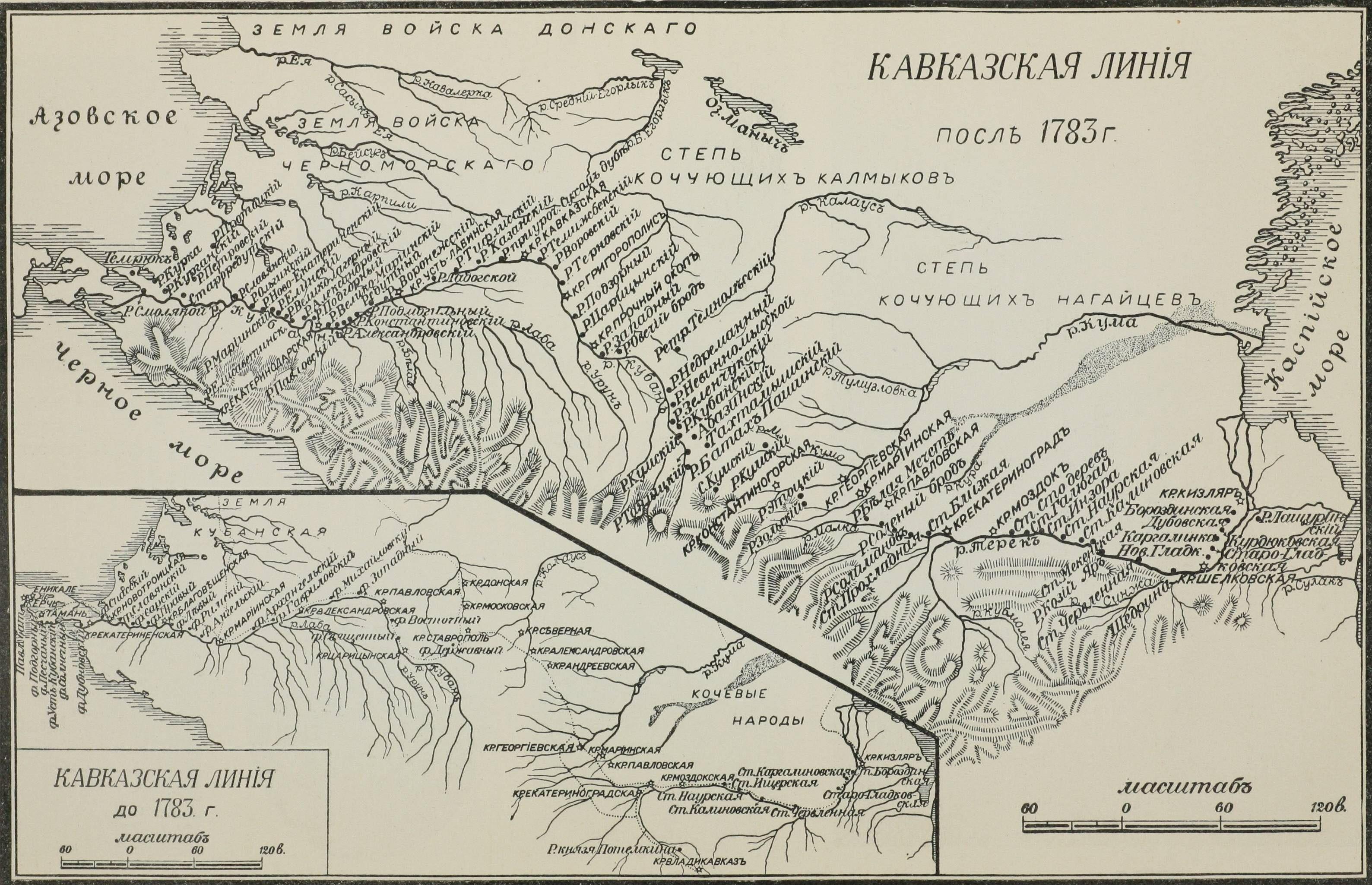
Verlauf der Kaukasischen Linie vor (Karte links unten) und nach 1783 (oben)

Die Kaukasische Linie (russisch Кавказская линия) war eine Linie militärischer Befestigungen des Russischen Kaiserreichs im Kaukasus, die entlang der Flüsse Kuban, Malka und Terek vom Schwarzen Meer bis zum Kaspischen Meer verlief. Die Festungen sollten den Einfall der kaukasischen Bergvölker in die Ebenen des Vorkaukasus verhindern; zugleich dienten sie als Ausgangspunkt für Strafexpeditionen, mit denen das russische Imperium den Kaukasus unterwarf.
Gegen die Einfälle der Bergvölker war die Linie durch Forts und Kosakenansiedlungen gesichert. Die Regimenter der Terekkosaken und Kubankosaken hießen daher auch Linienregimenter. Einige der ehemaligen russischen Festungen wuchsen zu bedeutenden Städten heran, darunter Wladikawkas, Grosny und Machatschkala (ehemals Port-Petrowsk).

## Geschichte
1556 besetzte Russland Astrakhan am Kopf des Kaspischen Meeres und begann, Einfluss auf das Fürstentum Kabarda auszuüben.
Von 1567 bis 1579 wurde der Sunscha Ostrog bei der Mündung der Sunscha am östlichen Rand des kabardinischen Region errichtet und mehrmals verlegt. Unter türkischem Druck wurde es 1571 aufgegeben, 1578 wieder aufgebaut, um im folgenden Jahr wieder aufgegeben zu werden.
1635 wurde Sunscha Ostrog wieder errichtet und genutzt, bis die Perser unter Abbas II. während des von 1951 bis 1653 andauernden kriegerischen Konflikts Russland zur Aufgabe des Stützpunkts zwangen.
1588 wurde Terski Gorod im Flussdelta des Terek gegründet. 1623 standen dort 500 Kosaken in russischen Diensten. Ab dem späten 17. Jahrhundert sollen dort 20 000 Menschen gelebt haben, die Russen waren dabei in der Minderheit. 1708 brannten es die Kuban Tataren nieder. Aufgegeben wurde es 1722.
Der Aufbau der Kaukasischen Linie wurde von Katharina II. begonnen. Bereits ein Jahr nach ihrer Thronbesteigung wurde die Festung Mosdok errichtet, was 1765 zu einem 14-jährigen Konflikt mit den Kabardinern führte.
Die Linie wurde von einer zunehmenden Zahl von Kosakenstanizas entlang des nordkaukasischen Vorgebirges gebildet. Die ersten Kosaken kamen bereits im 16. Jahrhundert in den Nordkaukasus und siedelten am Nordufer des Terek. Die Kosakenstanizas waren gleichzeitig Militärsiedlungen und selbstverwaltete bäuerliche Gemeinden. Die Terekkosaken im östlichen Kaukasus und Kubankosaken im westlichen Kaukasus bildeten daher auch Linienregimenter. Dabei unterschied sich deren Kampfweise nicht von denen der kaukasischen Bergvölker. Beide Seiten verübten Überfälle, stahlen der anderen Seite das Vieh und zündeten deren Siedlungen an.
Der Sieg über das Osmanische Reich 1774, die Annexion der Krim und das Protektorat über Georgien (beides 1783) gaben der russischen Expansion neue Impulse. Die Kaukasische Linie wurde daher im weiteren Verlauf systematisch durch den Bau von Festungen verstärkt, Kisljar, Stawropol, Wladikawkas (1784) und Naltschik entstanden im 18. Jahrhundert und entwickelten sich im zeitlichen Verlauf zu bedeutenden Städten.
Seit den 1780er Jahren reagierten die Bergvölker auf das Vorrücken der Russen mit ständigen Überfällen auf Festungen und Kosaken. Die russische Präsenz im Vorgebirge gefährdete nicht nur ihre Sicherheit und Mobilität, sondern auch ihre wirtschaftliche Existenz, die auf Winterweiden in den Ebenen und Handelsaustausch mit dem Vorland angewiesen war. Erst nach dem Ende des Krimkrieges erstickte der neue kaukasische Statthalter Barjatinskij mit systematischen Vorgehen den Widerstand der Kaukasier.